# المضبوت (السبرة)

تعديل مصدري - تعديل

المضبوت محلة تابعة لقرية المصانع، التابعة لعزلة زبيد بمديرية السبرة إحدى مديريات محافظة إب في الجمهورية اليمنية.، بلغ تعداد سكانها 141 حسب تعداد اليمن لعام 2004.